# Kenjirō Tokutomi
Kenjirō Tokutomi (徳冨 健次郎) (Minamata, 8 de dezembro de 1868 — Ikaho, 18 de setembro de 1927), também conhecido pelo pseudónimo de Tokutomi Roka (徳冨 蘆花), foi um escritor e filósofo cristão japonês das eras Meiji e Taishō.

## Biografia
Kenjirō Tokutomi foi o segundo filho do erudito confucionista e samurai rural Tokutomi Kazutaka e irmão mais novo do historiador e jornalista Tokutomi Sohō. Tokutomi ingressou na Universidade Dōshisha em 1874, cuja universidade foi fundada por Niijima Jō e fortemente influenciada pelos valores do puritanismo, mas nunca chegou a terminar a carreira. Aos vinte anos, ele se mudou para Tóquio, para trabalhar como revisor e tradutor na editora Min'yūsha, fundada por seu irmão. Nessa época, Tokutomi mostrou interesse pelas obras de Tolstói e Goethe. A principal influência literária de Tokutomi foi Leão Tolstói, cujo escritor russo marcou o seu estilo literário, suas ideias filosóficas e seu modo de vida. Em 1906, enquanto realizava uma viagem pela Europa até sua peregrinação em Jerusalém, Tokutomi teve a oportunidade de conhecer Tolstói em sua residência Iasnaia Poliana. Tokutomi reflectiu as impressões da viagem e do seu encontro com Tolstoy na obra Junrei Kiko. De volta ao Japão, ele decidiu implementar os ideais do anarquismo cristão e do regresso à natureza e se mudou com sua esposa numa pequena granja da zona rural de Kasuya (actual bairro de Setagaya), onde praticou a agricultura como um “camponês-esteta” (美的百姓, biteki hyakushō), até sua morte em 1927. Após a morte de sua esposa, a propriedade foi doada à cidade de Tóquio para ser transformada num parque, chamado Roka Kōshun-en, em sua honra.
Como romancista, Roka conheceu o sucesso com a obra Namiko, publicada pela primeira vez em forma de série, no jornal Kokumin Shinbun entre 1898 e 1899. Esta obra tornou-se uma das mais vendidas da era Meiji, quando foi publicada em forma de livro, um ano depois. Seu êxito atravessou as fronteiras e o livro foi traduzido em inglês, francês, alemão, italiano e espanhol. Seus ensaios agrupados intitulados Shizen to jinsei, encontraram um surpreendente apoio popular com duzentas reimpressões durante os quinze anos do período Taishō. A obra Omoide no ki, reimpressa cento e quarenta e cinco vezes em vinte anos após a sua publicação, ainda é considerada um clássico da época.

## Obras
- Hototogisu (不如帰), 1900.
- Shizen to jinsei (自然と人生), 1900.
- Omoide no ki (思出の記), 1901.
- Kuroshio (黒潮), 1902.
- Yadorigi (寄生木), 1909.
- Mimizu no tawakoto (みみずのたはこと), 1912.
- Kuroi me to chairo no me (黒い目と茶色の目), 1914.
- Fuji (富士山), 1925.
- Kaijin (灰燼), 1929.